# Magong
La Ciudad de Magong   (en chino tradicional: 馬公市, pinyin: Mǎgōng Shì) es una ciudad-municipio de la República de China, capital de las Islas Pescadores (Penghu), ubicada a 30 km de la costa taiwanesa y a 156 km de la China continental. Se trata de una ciudad portuaria de menos de 20 mil habitantes, baja densidad edilicia y un clima subtropical húmedo.

## Historia y origen

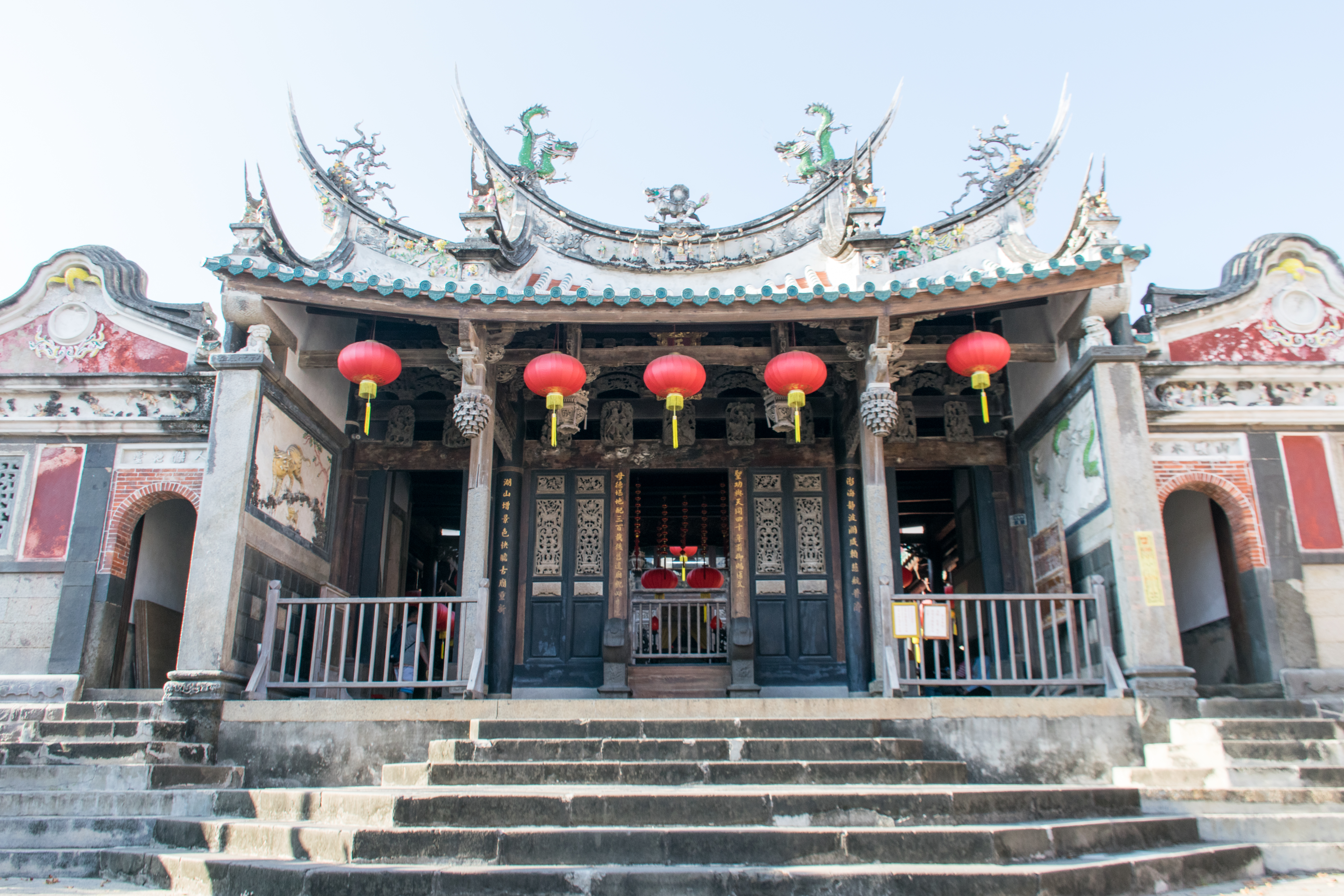
El histórico templo taoísta del siglo XVII dedicado a la diosa Matsu

El nombre de la ciudad (y la ciudad en sí) deriva del Templo Tianhou de Penghu, un santuario en honor a la diosa china del mar Matsu que fue construido por la dinastía Qing al tomar posesión de la isla en 1604. El de Tianhou se considera el templo chino más antiguo de toda Penghu y de Taiwán.
Entre 1622 y 1624 la ciudad estuvo ocupada por los neerlandeses y en 1885 por los franceses (en el marco de la guerra franco-china).
Hasta la retirada de los franceses, Magong había sido simplemente un modesto pueblo portuario formado en las inmediaciones del templo. Sin embargo, a partir de entonces la ciudad vivió una acelerada expansión y desarrollo. 
En 1895 los japoneses ocuparon la ciudad (y el resto de Penghu y Taiwán). Durante esos años se instaló una importante base naval de la Armada Imperial Japonesa, que fue clave para la invasión de Filipinas.
Tras la derrota nipona en la Segunda Guerra Mundial, la isla volvió a soberanía china en 1945. Sin embargo, el final de esa lucha significó el reinicio de la guerra civil entre comunistas y nacionalistas. Tras el triunfo de Mao Zedong y la proclamación de la República Popular China, los nacionalistas exiliaron su gobierno a Taiwán y lograron mantener la soberanía de esas islas y de sus aledañas, incluyendo a las islas Penghu y por lo tanto de Magong.

## Clima
| Parámetros climáticos promedio de Magong (1981-2010) | Parámetros climáticos promedio de Magong (1981-2010) | Parámetros climáticos promedio de Magong (1981-2010) | Parámetros climáticos promedio de Magong (1981-2010) | Parámetros climáticos promedio de Magong (1981-2010) | Parámetros climáticos promedio de Magong (1981-2010) | Parámetros climáticos promedio de Magong (1981-2010) | Parámetros climáticos promedio de Magong (1981-2010) | Parámetros climáticos promedio de Magong (1981-2010) | Parámetros climáticos promedio de Magong (1981-2010) | Parámetros climáticos promedio de Magong (1981-2010) | Parámetros climáticos promedio de Magong (1981-2010) | Parámetros climáticos promedio de Magong (1981-2010) | Parámetros climáticos promedio de Magong (1981-2010) |
| Mes                                                  | Ene.                                                 | Feb.                                                 | Mar.                                                 | Abr.                                                 | May.                                                 | Jun.                                                 | Jul.                                                 | Ago.                                                 | Sep.                                                 | Oct.                                                 | Nov.                                                 | Dic.                                                 | Anual                                                |
| ---------------------------------------------------- | ---------------------------------------------------- | ---------------------------------------------------- | ---------------------------------------------------- | ---------------------------------------------------- | ---------------------------------------------------- | ---------------------------------------------------- | ---------------------------------------------------- | ---------------------------------------------------- | ---------------------------------------------------- | ---------------------------------------------------- | ---------------------------------------------------- | ---------------------------------------------------- | ---------------------------------------------------- |
| Temp. máx. abs. (°C)                                 | 25.5                                                 | 27.8                                                 | 30.1                                                 | 35.3                                                 | 38.9                                                 | 39.5                                                 | 40.0                                                 | 39.8                                                 | 39.2                                                 | 37.6                                                 | 34.4                                                 | 30.0                                                 | 26.3                                                 |
| Temp. máx. media (°C)                                | 19.3                                                 | 19.6                                                 | 22.4                                                 | 26.0                                                 | 28.8                                                 | 30.6                                                 | 32.0                                                 | 31.8                                                 | 30.7                                                 | 28.1                                                 | 24.8                                                 | 21.1                                                 | 26.3                                                 |
| Temp. media (°C)                                     | 16.9                                                 | 17.1                                                 | 19.5                                                 | 23.0                                                 | 25.7                                                 | 27.6                                                 | 28.7                                                 | 28.6                                                 | 27.8                                                 | 25.4                                                 | 22.4                                                 | 18.9                                                 | 23.5                                                 |
| Temp. mín. media (°C)                                | 15.4                                                 | 15.4                                                 | 17.4                                                 | 20.9                                                 | 23.7                                                 | 25.6                                                 | 26.6                                                 | 26.5                                                 | 25.9                                                 | 23.9                                                 | 20.9                                                 | 17.4                                                 | 21.6                                                 |
| Temp. mín. abs. (°C)                                 | 4.4                                                  | 5.3                                                  | 8.2                                                  | 11.1                                                 | 15.4                                                 | 20.3                                                 | 22.7                                                 | 22.6                                                 | 21.8                                                 | 19.6                                                 | 14.3                                                 | 7.1                                                  | 4.4                                                  |
| Precipitación total (mm)                             | 21.9                                                 | 50.2                                                 | 52.9                                                 | 92.4                                                 | 123.2                                                | 164.1                                                | 131.6                                                | 170.8                                                | 74.2                                                 | 26.1                                                 | 20.1                                                 | 23.5                                                 | 951.0                                                |
| Horas de sol                                         | 112.9                                                | 96.7                                                 | 124.7                                                | 157.2                                                | 172.5                                                | 199.6                                                | 260.8                                                | 240.1                                                | 225.3                                                | 183.9                                                | 131.1                                                | 117.3                                                | 2022.1                                               |
| Humedad relativa (%)                                 | 80.5                                                 | 82.4                                                 | 83.1                                                 | 83.4                                                 | 84.5                                                 | 86.6                                                 | 85.1                                                 | 85.5                                                 | 81.2                                                 | 78.1                                                 | 78.0                                                 | 78.7                                                 | 82.3                                                 |
| Fuente:                                              |                                                      |                                                      |                                                      |                                                      |                                                      |                                                      |                                                      |                                                      |                                                      |                                                      |                                                      |                                                      |                                                      |

## Divisiones administrativas

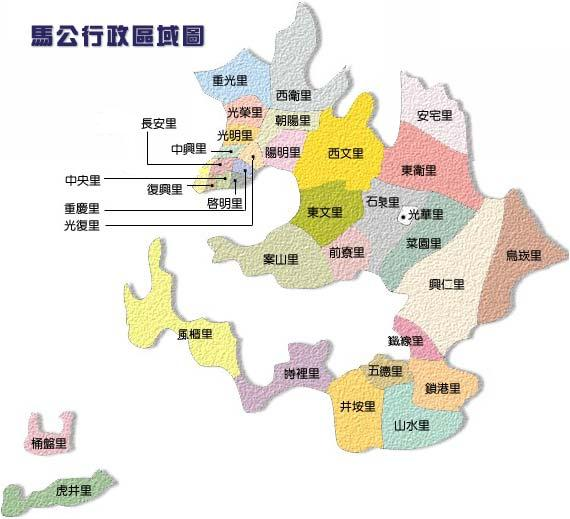
Divisiones administrativas de Magong

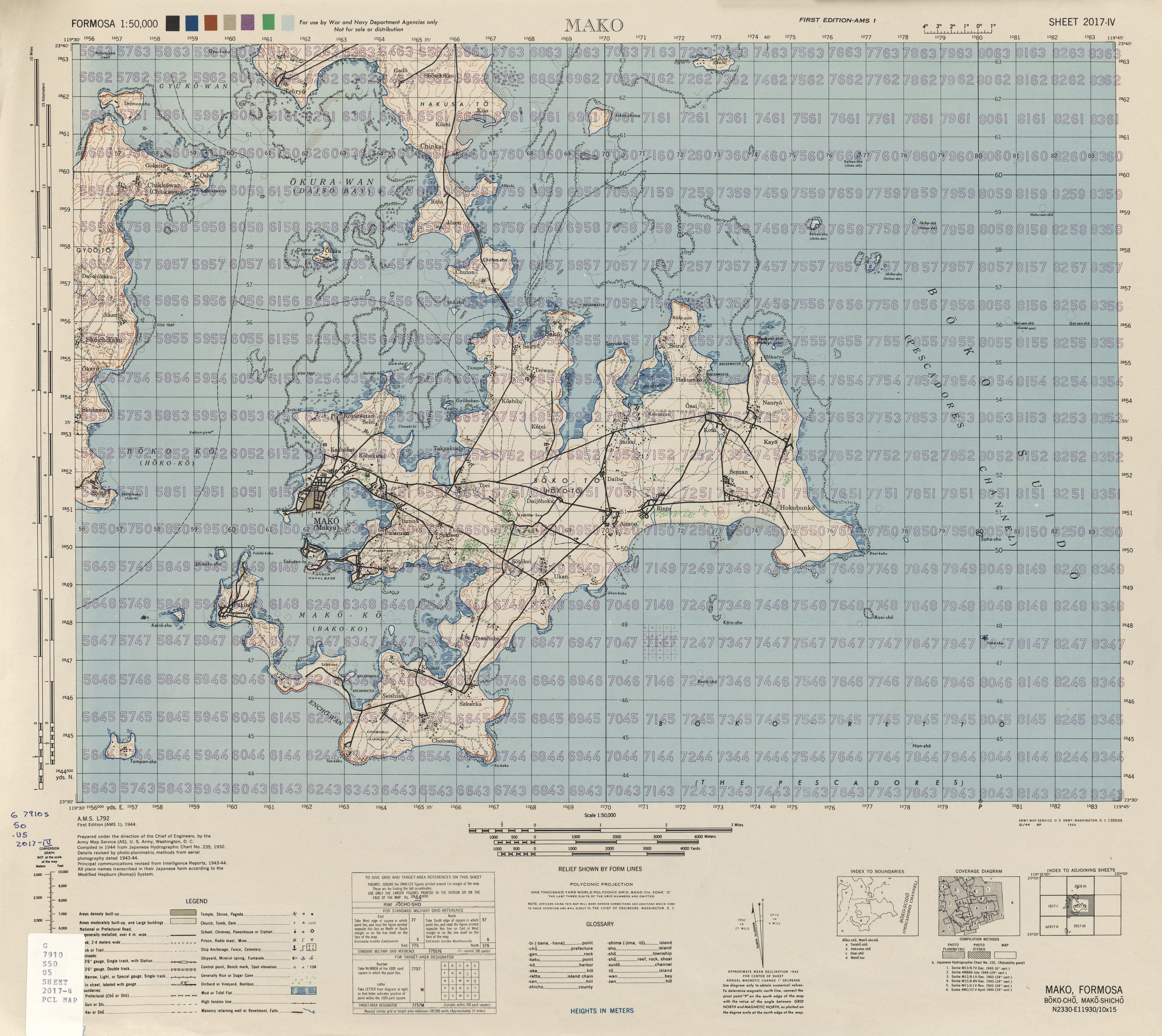
Mapa de Magong en 1944

La ciudad de Magong contiene 33 aldeas municipales (en chino, 里; pinyin, lǐ):
- Fuxing (復興里)
- Chang'an (長安里)
- Zhongyang (中央里)
- Qiming (啟明里)
- Chongqing (重慶里)
- Zhongxing (中興里)
- Guangfu (光復里)
- Guangming (光明里)
- Guangrong (光榮里)
- Chaoyang (朝陽里)
- Yangming (陽明里)
- Chongguang (重光里)
- Xiwei (西衛里)
- Xiwen (西文里)
- Dongwen (東文里)
- Anshan (案山里)
- Guanghua (光華里)
- Qianliao (前寮里)
- Shiquan (石泉里)
- Caiyuan (菜園里)
- Dongwei (東衛里)
- Anzhe (安宅里)
- Xingren (興仁里)
- Wukan (烏崁里)
- Tiexian (鐵線里)
- Suogang (鎖港里)
- Shanshui (山水里)
- Wude (五德里)
- Jing'an (井垵里)
- Shili (時里奇)
- Fenggui (風櫃里)
- Hujing (虎井里)
- Tongpan (桶盤里)